# Галицьке повстання (1219—1221)
Галицьке повстання 1219—1221 років — народне повстання у Волинсько-Галицькій державі проти угорських загарбників.
Після смерті Романа Мстиславича 1205 року галицькі бояри, скориставшись із малолітства його синів Данила і Василька, повели боротьбу проти зміцнення великокнязівської влади. В усобиці почали втручатися чернігово-сіверські князі, а також Угорщина й Польща, які намагалися підкорити волинсько-галицькі землі. 1214 року в Спиші краківський князь Лешко Білий та угорський король Андраш ІІ вирішили захопити і поділити між собою землі Волинсько-Галицького князівства. Через деякий час Галичину окупувало угорське військо, а Польща загарбала Перемишль, Берестейщину і північно-західну частину Волині. Галицький престол захопив Коломан Галицький, син Андрія ІІ.
1219 року галичани підняли повстання проти загарбників, закликавши на допомогу новгородського князя Мстислава Удатного. 25 березня 1221 об'єднані сили волинського князя Данила Романовича Галицького, Мстислава Удатного і повсталих містян розбили під Галичем угорські війська, очолені королевичем Коломаном, який потрапив у полон і був висланий у Торчевськ.